# Carey Loftin
Carey Loftin (31 de enero de 1914-4 de marzo de 1997) (también acreditado como Cary Loftin) fue un actor cinematográfico y doble de riesgo de nacionalidad estadounidense. 

## Biografía
Nacido en Blountstown, Florida, uno de sus papeles más conocidos fue el del camionero en la película de Steven Spielberg El Diablo Sobre Ruedas (Duel), aunque nunca se veía su rostro. 
También hizo escenas de acción para Steve McQueen en Bullitt, especialmente la famosa secuencia de la persecución.
Entre otras películas para las cuales trabajó se incluye la cinta de Stanley Kramer El mundo está loco, loco, loco, así como la producción de Walt Disney Pictures The Love Bug, y su segunda secuela Herbie Goes to Monte Carlo. También condujo el camión que mató a Edith Keeler en el episodio de Star Trek "The City on the Edge of Forever." 
En la televisión interpretó a Skinner en la serie protagonizada por Keenan Wynn y Bob Mathias The Troubleshooters, emitida por la NBC en la temporada 1959–1960. En esta producción también intervenían Chet Allen y Forrest Compton.
Una notable demostración de la habilidad de Loftin al volante fue la carrera rodada en la película Against All Odds (1984), en la que conducía el Ferrari negro. Según el director de la película, Taylor Hackford, Loftin tenía 68 años cuando rodó la secuencia. 
Carey Loftin falleció en 1997 por causas naturales en Huntington Beach (California). Fue enterrado en el Cementerio Forest Lawn Memorial Park de Hollywood Hills, Los Ángeles. En el año 2001 fue incluido en el Motorcycle Hall of Fame.